# Zvonimir Furtinger
Zvonimir Furtinger (Zagreb, 1912. – Zagreb, 1986.), bio je hrvatski radijski novinar, scenarist, prevoditelj, književnik i pisac znanstvene fantastike.

## Životopis
Nakon srednje škole koju je završio u Zagrebu, studirao je povijest i arheologiju, ali je studij napustio za vrijeme velike ekonomske krize 1930-ih. Zatim se prihvaćao kojekakvih poslova samo da preživi; bio je grobar, šef reklamnog biroa, čak i član egipatske mađioničarske grupe koja je krstarila Bliskim Istokom. Po povratku u Zagreb postaje grafički radnik, pa suvlasnik jednog rudnika lignita, pa direktor kina. Točno na prvi dan rata 6. travnja 1941. dobiva prvi pravi posao, - kao namještenik u tzv kartel birou Jugoslavenskih željezara. Već zarana postao je pasionirani radio amater i ljubitelj znanstvene fantastike, koja se tad tek počela pojavljivati. 
Prvi roman Crveni dusi (pustolovno-fantastični), napisao je u tandemu sa Stankom Radovanovićem 1935., on je izlazio u svescima i nije doživio dobar prijam kod publike. Neposredno pred Drugi svjetski rat opet u tandemu sa Stankom Radovanovićem napisao je znanstvenofantastični roman Majstor Omega osvaja svijet, koji je izlazio u nastavcima u Zagrebačkom listu. 
Po okončanju Drugog svjetskog rata u jesen 1945. dobiva posao na Radio Zagrebu, na kojem radi kao novinar, redatelj, scenarist, i autor radijskih emisija. Usput se prihvaća i drugih poslova te radi kao glazbenik, pjevač, foto reporter. Za radio je napisao mnoge radio-drame, uglavnom detektivskog žanra. Taj žanr mu je osobito ležao te je objavio niz detektivskih romana, uglavnom pod pseudonima (npr. Ben Hunter). Tad je počeo pisati scenarije za televiziju i stripove Kroz minula stoljeća i Herlock Sholmes, majstor maske. No bavio se i ozbiljnijom literaturom, preveo je i adaptirao Shakespearevu Komediju zablude (čak je za nju priredio i glazbene dionice).
Znanstvenoj fantastici se ponovno vraća 1959. kad s Mladenom Bjažićem objavljuje roman Osvajač 2 se ne javlja. Odmah nakon toga 1960. opet s Bjažićem objavljuje Zagonetni stroj profesora Kružića, još jedno SF djelo. Iste godine izlazi i Varamunga, tajanstveni grad (kao roto roman), neke i pod pseudonimom B. F. Depolis. god. 1962. opet u tandemu s Bjažićem izdaje Svemirsku nevjestu (Epoha, Zagreb), svoj najuspjeliji SF roman. Iste godine izlazi im i Tajna stare opeke, a 1963. Lažni kurir, roman s tematikom narodno oslobodilačke borbe. Potom 1965. izdaju SF roman Mrtvi se vraćaju, a nakon pauze od šest godina izdaju SF roman Ništa bez Božene 1971. godine.
Furtinger i Bjažić svoje SF romane pišu kao svojevrsne detektivske istrage, u kojima se rješenja ne nalaze u realnom već fantastičnom, pritom pomalo ismijavajući svoje junake - koji rješenje zagonetke nikako da uoče.
1982. godine Furtinger je dobio Nagradu SFERA za životno djelo na području znanstvene fantastike.
U siječnju 2011. društvo SFera objavilo je Furtingerove sabrane SF novele u knjizi Psihophor, koja sadržava i kratki SF roman Vila na otoku, Knjigu je priredio pisac i urednik znanstvene fantastike Aleksandar Žiljak.

## Djela

### SF Romani
- Vila na otoku, izvorno serijalizirano u Plavom vjesniku 1950-ih, tiskano u knjizi 'Psihophor', 2010.
- Ništa bez Božene, koator Mladen Bjažić (drugo izdanje stroja prof. Kružića) - roman, 1973.
- Mrtvi se vraćaju, koator Mladen Bjažić  - roman, 1965.
- Svemirska nevjesta, koator Mladen Bjažić - roman, 1960.
- Varamunga - tajanstveni grad, koator Mladen Bjažić - roman, 1960.
- Zagonetni stroj profesora Kružića, koator Mladen Bjažić - roman, 1960.
- Osvajač 2 se ne javlja, koator Mladen Bjažić - roman, 1959.
- Majstor Omega osvaja svijet, koator Stanko Radovanović - roman, 1941.
- Crveni duh, koator Stanko Radovanović - roman, 1926.

### Scenariji za stripove
- Fix i Fox, Lupo, 1955. - crtež: Jules Radilović / Rolf Kauka
- Izumi i otkrića, 1956. - crtež: Jules Radilović / Rolf Kauka
- Kroz minula stoljeća, 1956. - crtež: Jules Radilović / Plavi vjesnik
- Izviđačke pustolovine, 1956. - crtež: Jules Radilović / Plavi vjesnik
- Nana Sahib, 1957. - crtež: Jules Radilović / Plavi vjesnik
- Ofir, čarobni grad, 1957. - crtež: Jules Radilović / Plavi vjesnik
- Sjena, II dio, 1960. - crtež: Jules Radilović / Plavi vjesnik
- Gospodar električnih sila, 1960. - crtež: Jules Radilović / Plavi vjesnik
- Čovjek koji je volio zvijezde, 1960. - crtež: Jules Radilović / Plavi vjesnik
- Pavel Biri, -crtež: Žarko Beker, 1960. / Plavi vjesnik
- Zaviša,  - crtež: Žarko Beker, 1960. – 1967. / Plavi vjesnik[2]
- Afričke pustolovine, 1962. - crtež: Jules Radilović / Plavi vjesnik
- Din Kol, 1964. - crtež: Jules Radilović  / Plavi vjesnik
- Herlock Sholmes, kralj maske, 1966. - crtež: Jules Radilović / Plavi vjesnik
- Jaimie Mc Pheeters putuje na istok, 1969. - crtež: Jules Radilović  / Studio
- Herlock Sholmes, kralj maske, 1972. - crtež: Jules Radilović  / Strip art

### Prijevodi
- Milan Ryzl: Parapsihologija (s njemačkoga)  - Zagreb, Prosvjeta, 1979. - 287 str.

## Vanjske poveznice
- “ABC tehnike”, br. 199, I. 1977., Zvonimir Furtinger: Eksperiment profesora Hulla  Arhivirana inačica izvorne stranice od 10. lipnja 2007. (Wayback Machine)